# Friedensgericht Mainz II
Das Friedensgericht Mainz II war von 1806 bis 1879 ein Friedensgericht zunächst im Ersten französischen Kaiserreich und dann ab 1816 in der Provinz Rheinhessen des Großherzogtums Hessen.

## Gründung
Mit dem Frieden von Lunéville wurde die Annexion des linken Rheinufers durch Frankreich bestätigt. Mit dem Abtretungsvertrag über Kastel und Kostheim von 1806 zwischen dem französischen Kaiserreich und dem Fürstentum Nassau-Usingen fielen auch diese beiden rechtsrheinisch gelegenen Gemeinden Frankreich zu. Für diese wurde nach dem Muster der französischen Gerichtsverfassung ein Friedensgericht eingerichtet, das die Bezeichnung Friedensgericht Mainz II erhielt.

## Bezirk
Die örtliche Zuständigkeit des Friedensgerichts Mainz II erstreckte sich auf den rechtsrheinischen Teil des Département Donnersberg, die Gemeinden Kastel und Kostheim.

## Weitere Entwicklung
Nach der Rückeroberung in den Befreiungskriegen wurde die Region von 1814 bis 1816 von der österreichisch-baierischen Gemeinschaftlichen Landes-Administrations-Commission verwaltet. Diese ließ die Friedensgerichte bestehen, richtete aber am 27. Juli 1815 einen Appellationshof in Kreuznach als Obergericht ein.
Auch das Großherzogtum Hessen, das Rheinhessen – einschließlich der beiden rechtsrheinischen Gemeinden Kastel und Kostheim – im Rahmen eines Gebietstausches 1816 erhielt, übernahm die Struktur der Gerichte in der Provinz Rheinhessen. Allerdings wurde der Appellationshof in Kreuznach aufgelöst und ein provisorisches Obergericht in Mainz mit der am 4. November 1815 erlassenen „Provisorischen Appellations- und Kassationsgerichtsordnung für den großherzoglich hessischen Landesteil auf der linken Rheinseite“ geschaffen.
Das Friedensgericht Mainz II war nun eines von zwölf Friedensgerichten, die dem Kreisgericht Mainz untergeordnet waren. Auch nach der Teilung des Kreisgerichts Mainz in die Kreisgerichte Mainz und Alzey zum 1. Dezember 1836 verblieb das Friedensgericht Mainz II im Gerichtsbezirk des Kreisgerichtes Mainz, das am 24. Oktober 1852 in Bezirksgericht Mainz umbenannt wurde.

## Ende
Mit dem Gerichtsverfassungsgesetz von 1877 wurden Organisation und Bezeichnungen der Gerichte reichsweit vereinheitlicht. Zum 1. Oktober 1879 hob das Großherzogtum Hessen deshalb die Friedensgerichte auf. Funktional ersetzt wurden sie durch Amtsgerichte. So ersetzte das Amtsgericht Mainz unter anderem auch das Friedensgericht Mainz II. Das neue Amtsgericht war dem Landgericht Mainz und dem Oberlandesgericht Darmstadt untergeordnet.